# Fluoreto de polivinilideno
O poli(fluoreto de vinilideno) (PVDF) é um material cristalino, um polímero, de notável resistência química.